# Celâl Bayar

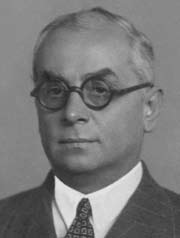
Celâl Bayar

Mahmut Celâleddin Bey, seit dem Familiennamensgesetz 1934 Bayar (* 16. Mai 1883 in Umurbey, Provinz Bursa; † 22. August 1986 in Istanbul), war ein türkischer Politiker und Staatspräsident.

## Leben
1908 schloss sich Mahmut Celâl den Jungtürken an. 1914 unterstützte Celâl als lokaler Vertreter des Komitees für Einheit und Fortschritt von Izmir und federführendes Mitglied der lokalen Spezialorganisation Teşkilât-ı Mahsusa die ethnischen Säuberungen und Enteignungen von Griechen der Ägäis-Küste.
Im April 1919 verurteilte Mahmut Celâl Cemal Paschas öffentliche Stellungnahme zur Faktizität des Armenier-Völkermords in der türkischen Presse. 1919 nahm Celâl unter dem Decknamen Galip Hoca in der Region Izmir an den ethnischen Säuberungen gegen die Griechen und an der Türkisierung des Handels und der Wirtschaftsbetriebe teil.
Von 1921 bis 1922 war Celâl Bayar Wirtschaftsminister der von Mustafa Kemal geleiteten Ankara-Regierung. 1922–1923 nahm er als Mitglied der türkischen Delegation an den Friedensgesprächen in Lausanne teil. 1924 wurde Celâl Bayar Minister für Bevölkerungsfragen, Aufbau und Wiederansiedlung.
Von 1932 bis 1937 war er Wirtschaftsminister der Türkei, von 1937 bis 1939 Ministerpräsident. Nachdem Staatspräsident İsmet İnönü im Mai 1945 das Ende des Einparteiensystems in der Türkei verkündet hatte, traten Bayar und ihm politisch Nahestehende wie Adnan Menderes aus der Republikanischen Volkspartei (CHP) aus und gründeten 1946 die Demokrat Parti (DP). Bei den Wahlen 1946 konnte die DP noch keine großen Erfolge erringen. Doch bei den Wahlen 1950 gewann sie die Parlamentsmehrheit. Bayar wurde am 22. Mai 1950 Staatspräsident der Türkei und Menderes Ministerpräsident. Unter seiner Präsidentschaft kam es vom 6.–7. September 1955 zum anti-griechischen Pogrom von Istanbul.
Mitte April 1960 begannen Demonstrationen gegen die Regierung, erst in Ankara, später auch in anderen Städten. Die Regierung erklärte schließlich den Belagerungszustand für Istanbul und Ankara, doch das Militär weigerte sich einzugreifen. Stattdessen putschte das Militär am 27. Mai 1960 unter General Cemal Gürsel, dem wegen Befehlsverweigerung kurz zuvor von Ministerpräsident Menderes das Oberkommando entzogen worden war. Bayar, Menderes und andere Regierungspolitiker wurden verhaftet und vor ein Ausnahmegericht gestellt. 1961 wurden Bayar und Menderes in den Yassıada-Prozessen zum Tode verurteilt – doch während Menderes noch im gleichen Jahr auf İmralı hingerichtet wurde, blieb Bayar inhaftiert, bis er 1966 begnadigt wurde.

## Auszeichnungen (Auswahl)
- 1954: Sonderstufe des Großkreuzes des Verdienstordens der Bundesrepublik Deutschland
- 1957: Großkreuz des Verdienstordens der Italienischen Republik